# 성 (행정 구역)
성(省, Province)은 행정 구역의 하나이다.

## 중화인민공화국
제1급 행정구역으로 22개의 성이 있다.
- 간쑤성 (甘肅省, 감숙성)
- 광둥성 (廣東省, 광동성)
- 구이저우성 (貴州省, 귀주성)
- 랴오닝성 (遼寧省, 요녕성)
- 산둥성 (山東省, 산동성)
- 산시성 (山西省, 산서성)
- 산시성 (陝西省, 섬서성)
- 쓰촨성 (四川省, 사천성)
- 안후이성 (安徽省, 안휘성)
- 윈난성 (雲南省, 운남성)
- 장시성 (江西省, 강서성)
- 장쑤성 (江蘇省, 강소성)
- 저장성 (浙江省, 절강성)
- 지린성 (吉林省, 길림성)
- 칭하이성 (靑海省, 청해성)
- 푸젠성 (福建省, 복건성)
- 하이난성 (海南省, 해남성)
- 허난성 (河南省, 하남성)
- 허베이성 (河北省, 하북성)
- 헤이룽장성 (黑龍江省, 흑룡강성)
- 후난성 (湖南省, 호남성)
- 후베이성 (湖北省, 호북성)